# Кристеску, Георге
Георге Кристеску (рум. Gheorghe Cristescu; 10 октября 1882 — 29 ноября 1973) — румынский политический деятель, руководитель Коммунистической партии Румынии (1921—1924).
С юности участвовал с социал-демократическом движении. В 1898—1899 годах член Социал-демократической партии рабочих Румынии (в 1899 году распущена).
С 1900 года один из руководителей социалистического кружка в Бухаресте. Один из основателей Социалистического Союза Румынии (1908 год) и Социал-демократической партии Румынии (СДПР, с 1918 года — Социалистическая партия Румынии). Член ЦК СДПР с 1910 года. Неоднократно арестовывался.
Депутат парламента в 1919—1920 годах. Один из основателей Коммунистической партии Румынии (1921 год). Секретарь Временного руководства КПР в 1921—1922 года. Генеральный секретарь ЦК КПР в 1922—1924 года. За выступления против права на самоопределение национальных меньшинств Румынии в 1924 году снят с поста генерального секретаря, а в 1925 году исключён из КПР.
Основатель (1928 год) и лидер Социалистической партии трудящихся, в 1932 году присоединился с ней к Унитарной социалистической партии (распущена в 1944 году).
В 1936 году отошёл от политической деятельности.
В 1950 году был репрессирован, в 1950—1954 годах в лагере. В 1954 году освобождён по амнистии, в 1968 году реабилитирован.